# خوان فرانسيسكو رودريغيز
خوان فرانسيسكو رودريغيز (مواليد 12 سبتمبر 1950) هو ملاكم إسبانيا، مثّل بلاده في الألعاب الأولمبية الصيفية في دورتي 1972 و1976.

## روابط خارجية
خوان فرانسيسكو رودريغيز على موقع بوكس ريك (الإنجليزية) (registration required)
- خوان فرانسيسكو رودريغيز على موقع اللجنة الأولمبية الدولية (الإنجليزية)
- خوان فرانسيسكو رودريغيز على موقع أوليمبيديا (الإنجليزية)
- خوان فرانسيسكو رودريغيز على موقع اللجنة الأولمبية الإسبانية (الإسبانية)